# مردگان متحرک: آن‌هایی که زنده‌اند
مردگان متحرک: آن‌هایی که زنده‌اند (به انگلیسی: The Walking Dead: The Ones Who Live) مجموعه آمریکایی پسا-آخرالزمانی است که توسط اسکات ام. گیمپل و دانای گوریرا برای ای‌ام‌سی ساخته شده است. این سریال پس از پایان سریال اصلی مردگان متحرک اتفاق می‌افتد و اندرو لینکلن، گوریرا و پولیانا مک‌اینتاش دوباره نقش‌های خود را ایفا می‌کنند. آن‌هایی که زنده‌اند ششمین اسپین‌آف و به‌طور کلی هفتمین مجموعه از فرنچایز مردگان متحرک می‌باشد.
آن‌هایی که زنده‌اند برای نخستین بار در ۲۵ فوریه ۲۰۲۴ از طریق ای‌ام‌سی و ای‌ام‌سی پلاس پخش شد و به‌طور کلی نقدهای مثبتی از سوی منتقدان دریافت کرد.

## زمینه
داستانی عاشقانه بین دو نفر که توسط یک قدرت غیرقابل توقف از هم جدا شده‌اند و سعی دارند یکدیگر را دوباره پیدا کنند.

## بازیگران و شخصیت‌ها

### اصلی
- اندرو لینکلن در نقش ریک گرایمز: معاون سابق کلانتری از کینگ کانتی، جورجیا، و رهبر سابق منطقه امن الکساندریا که پس از «آنچه می‌آید» گمان می‌رفت مرده باشد.
- دانای گوریرا در نقش میشون: یک جنگجوی کاتانا و همسر ریک که گروه را ترک کرد تا به دنبال شوهر خود بگردد.
- پولیانا مکینتاش در نقش جیدیس استوکس / آن: افسر ضمانت‌نامه «ارتش جمهوری مدنی» (Civic Republic Military (اختصاری CRM)) که همراه با ریک گرایمز در هلیکوپتر در قسمت «آنچه می‌آید» ناپدید شد. مکینتاش همچنین در سریال اسپین آف مردگان متحرک: جهانی فراتر در فصل دوم در نقش اصلی ظاهر شد.

### فرعی
- تری اوکوئین در نقش بیل: ژنرال ارشد CRM[۳]
- لزلی-ان برنت در نقش پرل تورن: دوست ریک و یک گروهبان فرمانده در CRM. قبل از آخرالزمان، او یک ملوان در نیروی دریایی آفریقای جنوبی بود و در زیردریایی‌ها خدمت می‌کرد.[۴]

### مهمان
- کریگ تیت در نقش دانلد اوکافر: سرهنگ دوم ارتش جمهوری مدنی.
- فرانکی کوئینینز در نقش استبان گارسیا: دوست شوخ‌طبع ریک از جمهوری مدنی.
- متیو آگست در نقش نت: یک مهندس از کاروانی از بازماندگان که با میشون دوست می‌شود.[۳]
- بریدا وول در نقش ایدن: یک بازمانده باردار و دوست دختر بیلی. وول نقش خود را از مردگان متحرک تکرار می‌کند.
- کینگ بچ در نقش بیلی: دوست پسر آیدن که توسط میشون نجات یافت. بچلور نقش خود را از مردگان متحرک تکرار می‌کند.
- ارین اندرسون در نقش ال: خواهر آیدن و رهبر کاروان بزرگی از بازماندگان عشایری.
- جولیان سیهی در نقش بنجیرو: هنرمندی از جمهوری مدنی که پرتره‌هایی از بازماندگان را روی تلویزیون‌ها و تلفن‌های قدیمی، از جمله ریک، میشون و جودیث را ترسیم می‌کند.
- تسا اسلوویس در نقش کلیو کلیفتون: یک گیرنده جدید از جمهوری مدنی که با میشون کار می‌کند.
- ست گیلیام در نقش پدر روحانی گابریل استوکس: کشیش محترم منطقه امن الکساندریا و معشوق سابق جیدیس. گیلیام نقش خود را از مردگان متحرک تکرار می‌کند.
- ویل بریل در نقش دالتون، برادر کوچکتر رد
- بن دیکی در نقش رد: رهبر سه نفر از بازماندگان ناامید که ریک و میشون در پارک ملی یلواستون با آنها روبرو می‌شوند.
- هان ون اسکیور در نقش تینا: خواهر کوچکتر رد.
- کایلی فلمینگ در نقش جودیت گرایمز: دختر ریک و میشون. فلمینگ نقش خود را از مردگان متحرک تکرار می‌کند.
- آنتونی آزور در نقش ریک «آر.جی.» گرایمز جونیور: پسر ریک و میشون. آزور نقش خود را از مردگان متحرک تکرار می‌کند.

## قسمت‌ها
| شم. | عنوان       | کارگردان            | نویسنده                                                                                      | تاریخ انتشار اصلی | U.S. تعداد بیننده (میلیون) |
| --- | ----------- | ------------------- | -------------------------------------------------------------------------------------------- | ----------------- | -------------------------- |
| ۱ | «سال‌ها»     | برت و برتی          | داستان : اسکات ام. گیمپل و دانای گوریرا و اندرو لینکلن نمایشنامۀ تلویزیونی : اسکات ام. گیمپل | ۲۵ فوریه ۲۰۲۴     | ۰٫۸۹۶                      |
| پنج سال پس از دستگیری ریک گرایمز توسط «ارتش جمهوری مدنی» (Civic Republic Military (اختصاری CRM)) او چهار بار تلاش ناموفق برای فرار کرده است، از جمله یکبار در پی فرار توانست پیامی داخل یک بطری به همراه وسایلش به همسرش میشون بفرستد، و همچنین در موقعیتی دیگر که دست خود را می‌برد. ریک در نهایت به‌عنوان یک گیرنده منصوب می‌شود، کسی که شش سال را صرف انجام کار در حومه فیلادلفیا – جمهوری مدنی کنونی – می‌کند، سپس اجازه ورود به شهر را می‌گیرد. ریک رؤیای یک زندگی معمولی با میشون را در سر می‌پروراند و در نهایت پیشنهاد سرهنگ دوم دونالد اوکافور برای پیوستن به CRM را می‌پذیرد. اوکافور فاش می‌کند که به CRM و سپس گارد ملی پنسیلوانیا کمک کرده بود تا شهر را از ناپالمی-شدن به هزینه جان همسرش نجات دهد، و او اکنون تلاش دارد تا ریک و پرل تورن را در برنامه خود برای تغییر CRM از داخل، استخدام کند. پس از یک تلاش ناموفق دیگر برای فرار و نابودی اوماها، ریک سرانجام زندگی جدید خود را می‌پذیرد و به عنوان فرمانده یک پایگاه پیشروی عملیاتی CRM متصدی می‌شود. ریک با یادآوری داستانی از دوران کودکی خود، درست قبل از اینکه هلیکوپتر آنها سرنگون شود و اوکافور با یک پرتابه انفجاری مورد اصابت قرار گرفته و منفجر شود، موافقت می‌کند که به نقشه اوکافور بپیوندد. پس از خروج از هلیکوپتر، مهاجم هر یک از سربازان را می‌کشد تا به ریک می‌رسد. او کلاه وی را برمی‌دارد و متوجه می‌شود که فرماندهٔ آن‌ها ریک است، سپس نقاب خودش را برمی‌دارد و نشان می‌دهد که میشون است که برای اولین بار پس از سال‌ها با ریک متحد می‌شود. |             |                     |                                                                                              |                   |                            |
| ۲ | «گذشتند»    | برت و برتی          | نانا انکوتی و چنینگ پاول                                                                     | ۳ مارس ۲۰۲۴       | ۰٫۸۸۰                      |
| شش سال پس از تصور مرگ ریک، میشون به آیدن و بیلی کمک می‌کند تا دوباره با کاروان عظیم خود متحد شوند، اما به دلیل انزجار از قوانین کاروان و عزم خود برای پیدا کردن ریک و بازگشت پیش فرزندانشان، از پیوستن به آنها امتناع می‌کند. آیدن، بیلی و دوستشان نت، میشون را برای سفرش آماده می‌کنند و بعداً به کمک او می‌آیند تا در برابر گروهی عظیم، که از میشون الهام گرفته شده‌اند تا همراه با ده‌ها نفر دیگر از گروه خود جدا شوند. این گروه موافقت می‌کند که به میشون در جستجوی او کمک کند، اما CRM با گاز کلر حمله می‌کند و همه را می‌کشد به جز میشون و نت که مجبور می‌شوند حداقل یک سال را صرف بهبودی از آسیب وارد شده به ریه‌ها و گلوی خود کنند. با پیشروی به محل ذکر شده از دفترچه ثبت قایق، میشون و نت یک منطقه امن متروکه و ویران شده و ده‌ها جسد سوخته را پیدا می‌کنند. نت میشون را متقاعد می‌کند که به الکساندریا بازگردد، اما ایمان داشته باشد که ریک هنوز زنده است. در راه بازگشت، آن دو یک هلیکوپتر CRM را می‌بینند و با استفاده از مواد منفجره نت به انتقام از مرگ دوستانشان به آن حمله می‌کنند، که در طول آن میشون دوباره با ریک متحد می‌شود. نت توسط یک سرباز بازمانده CRM کشته می‌شود که ریک سپس او را می‌کشد. با نزدیک شدن سربازان، ریک به میشون کمک می‌کند تا یک داستان جعلی را برای CRM ایجاد کند و قول می‌دهد که با هم فرار خواهند کرد. با این حال، ریک با جیدیس روبرو می‌شود که میشون را شناسایی کرده و او را تهدید می‌کند اگر قصد فرار داشته باشند. در همین حال، علی‌رغم هشدارهای ریک مبنی بر اینکه اگر تلاش کنند هرگز به خانه نخواهند رسید، میشون می‌خواهد CRM را نابود کند. |             |                     |                                                                                              |                   |                            |
| ۳ | «خداحافظ»   | مایکل اسلوویس       | گابریل لاناس و متیو نگرته                                                                    | ۱۰ مارس ۲۰۲۴      | ۰٫۹۰۵                      |
| در یک فلاش‌بک جیدیس به ریک در پارک میلینیوم نزدیک می‌شود و معامله افرادش با CRM و قصد او برای ثبت نام را توضیح می‌دهد. با این حال، ریک تنها به فرار علاقه دارد. پس از بازگشت به پایگاه، ریک از تورن کمک می‌گیرد تا با موفقیت میشون را وارد برنامه محموله کند، اما جیدیس هشدار می‌دهد که اگر ریک و میشون فرار کنند، او باید همه کسانی را که او دوست دارد برای امنیت خود بکشد. ریک تلاش می‌کند تا به میشون کمک کند تا خودش تنهایی فرار کند، اما او حاضر نمی‌شود بدون او برود. در حین گشت و گذار در پارک میلینیوم، میشون با هنرمندی که آیفون‌های حکاکی شده ریک را خلق کرده بود، ملاقات می‌کند و امید جدیدی پیدا می‌کند. پس از دریافت اشلان بریفینگ (Echelon Briefing) - افشای تمام اسرار CRM - و ترفیع، ترون مطمئن نیست که آیا باید راه اوکافور را دنبال کند و با اکراه از میشون برای مأموریت کمک می‌گیرد. هنگامی که میشون در طول یک مبارزه واکرها سرکش می‌شود، تورن تقریباً او را می‌کشد و ریک در تلاش برای محافظت از او به رابطه آنها پایان می‌دهد. پس از جلب اعتماد سرلشکر بیل، ریک قرار است پیش از اجلاس سران کل رهبری CRM، ترفیع و جلسه توجیهی اشلان دریافت کند. با این حال، میشون خود و ریک را از هلیکوپتر در یک فرار جسورانه در هوا در سفر برگشت در میان یک طوفان شدید رعد و برق پرتاب می‌کند. |             |                     |                                                                                              |                   |                            |
| ۴ | «ما چه»     | مایکل اسلوویس       | دانای گوریرا                                                                                 | ۱۷ مارس ۲۰۲۴      | ۰٫۸۷۶                      |
| پس از پریدن از هلیکوپتر، ریک و میشون به رودخانه‌ای خارج از گرین‌وود می‌افتند، که جامعه‌ای از مبتکران پس از شروع آخرالزمان در آنجا تشکیل شده بود و هنوز هم دارای برق و امکانات مدرن است. با این حال، گرین‌وود به احتمال زیاد به دلیل گرسنگی و قحطی در نقطه‌ای سقوط کرد و باعث شد که توسط واکرها احاطه شود. سپس میشون تلاش می‌کند تا ریک را متقاعد کند تا با او به خانه برگردد و نشان می‌دهد که با هم پسری به نام ریک جونیور دارند. آنها متوجه می‌شوند هلیکوپتری که در آن بودند در طوفان سقوط کرده است و به آنها فرصت عالی برای فرار می‌دهد زیرا CRM اکنون فکر می‌کند که ریک و میشون مرده‌اند اما ریک همچنان می‌گوید که او با او به خانه نمی‌رود و قصد دارد مأموریت اوکافور را برای اصلاح CRM انجام دهد تا آن را به چیزی بهتر تبدیل کند. میشون تصمیم می‌گیرد ریک را رها کند اما کمی بعد ریک به دنبال او می‌رود. یک هلیکوپتر CRM برای از بین بردن هر مدرکی دال بر وجود CRM، لاشه هواپیما را بمباران می‌کند و ریک و میشون را در ساختمانی در حال فروریختن پر از واکرها به دام می‌اندازد. ریک و میشون به آرامی دوباره به هم متصل می‌شوند و با یکدیگر رابطه جنسی برقرار می‌کنند. پس از این، میشون به ریک می‌رسد و در نتیجه او اعتراف می‌کند که به دلیل آسیب‌های روحی دیگر نمی‌تواند چهره پسرش کارل را به خاطر بیاورد و از اینکه دوباره با میشون باشد می‌ترسد زیرا نمی‌تواند دوباره او را از دست بدهد. بعد از اینکه میشون به ریک یک آیفون می‌دهد که پرتره کارل روی آن حکاکی شده است، او ریک را متقاعد می‌کند که با او به خانه برگردد. در حالی که که سازه‌های گرین‌وود سقوط می‌کند ریک و میشون فرار می‌کنند و یکی از وسایل نقلیه هیبریدی که دارای اتانول کافی برای رساندن آنها به الکساندریا است را با خود می‌برند. |             |                     |                                                                                              |                   |                            |
| ۵ | «شدیم»      | مایکل ای. ساترازمیس | گابریل لاناس و متیو نگرته                                                                    | ۲۴ مارس ۲۰۲۴      | ۰٫۸۱۵                      |
| در فلاش‌بک‌هایی، جیدیس - که نام واقعی او «آن» است - سالی یک‌بار با پدر روحانی گابریل ملاقات می‌کند، و به‌طور خصوصی اعتراف می‌کند که در حالی که قلبش به مأموریت CRM اختصاص دارد، در مورد کارهایی که CRM انجام می‌دهد دچار تعارض است. گابریل اصرار می‌ورزد که جیدیس هنوز هم آدم خوبی است که با ناتوانی‌اش در کشتن گابریل ثابت می‌شود. در زمان حال، ریک و میشون برای استراحت در مسیر خود به سمت الکساندریا، توقف می‌کنند و با یک خانوادهٔ راهزن روبرو می‌شوند و مبارزه می‌کنند و شب را در پارک ملی یلواستون می‌گذرانند، جایی که جیدیس، پس از استنباط بقای خود، آنها را پیدا می‌کند. جیدیس تلاش ناموفقی برای کشتن آنها می‌کند اما به‌شدت زخمی می‌شود. او فرار می‌کند و زن و شوهر در تعقیب ماشین به دنبال او می‌روند. سپس جیدیس راهزنان را به داخل ماجرا می‌کشاند و ریک و میشون به دلیل پروندهٔ او که امنیت الکساندریا را تهدید می‌کند قادر به کشتن جیدیس نمی‌شوند. جیدیس فاش می‌کند که ریک قرار بود جلسه توجیهی Echelon را دریافت کند و در CRM ارتقا داده شود و سرانجام به توافقی می‌رسد که در آن ریک به CRM بازگردد در حالی که میشون به خانه برود، اما همه به یکدیگر خیانت می‌کنند و جیدیس توسط یک واکر به‌طور مرگباری گاز گرفته می‌شود. جیدیس توضیح می‌دهد که پس از از دست دادن افرادش، خود را وقف هدفی کرد که به نظر می‌رسید ماندگار باشد. او که تصمیم می‌گیرد به عنوان «آن» به جای جیدیس بمیرد، به آنها می‌گوید که پرونده را در پایگاه کاسکادیا کجا پیدا کنند و حلقهٔ ازدواجی را که گابریل برای او پیدا کرده بود را به ریک می‌دهد. به درخواست او، ریک به آن شلیک می‌کند. ریک حلقهٔ ازدواج را به میشون می‌دهد و آنها رسماً ازدواج می‌کنند. سپس او و میشون تصمیم می‌گیرند هلیکوپتر جیدیس را ببرند و به CRM بازگردند تا پرونده را پیدا کرده و آنها را یک بار برای همیشه متوقف کنند. گابریل دلشکسته با درک اینکه آن پس از عدم حضور در جلسهٔ سالانه آنها مرده است، یک نشانگر قبر موقت برای او می‌سازد. |             |                     |                                                                                              |                   |                            |
| ۶ | «آخرین بار» | مایکل ای. ساترازمیس | اسکات ام. گیمپل و چنینگ پاول                                                                 | ۳۱ مارس ۲۰۲۴      | ۰٫۸۵۲                      |
| ریک و میشون به پایگاه کاسکادیا برمی‌گردند و میشون مخفیانه وارد می‌شود و پرونده جیدیس را قبل از شرکت در یک جلسه توجیهی برای سربازان فرانت‌لاینرز می‌یابد، جایی که میشون می‌آموزد که CRM قصد دارد قبل از تخریب شهر با گاز کلر، کودکان منتخب را از پورتلند برباید. به ریک جلسهٔ توجیهی اشلان بریفینگ داده می‌شود که در آن بیل او را از حقیقت در مورد تخریب اوماها و مستعمره دانشگاه و یک حمله آتی به پورتلند آگاه می‌کند. بیل فاش می‌کند که با این باور که بشریت فقط چهارده سال فرصت زنده‌ماندن دارد، CRM می‌خواهد بر جمهوری مدنی حکومت نظامی اعلام کند و جوامع بازماندگان را در سراسر جهان نابود کند و منابع آنها را برای تضمین بقای خود از بین ببرد. ریک بیل را با شمشیر خود می‌کشد و ریک و میشون قبل از اینکه با تورن که حقیقت هویت میشون را کشف کرده بود مواجه شوند، بمبی موقت روی زرادخانه گاز کلر می‌سازند. میشون مجبور می‌شود تورن را بکشد و بمب و گاز فرماندهی نیروی CRM و همه سربازان را می‌کشد. با افشای جنایات CRM و تخریب ساختار فرماندهی آن، دولت غیرنظامی کنترل CRM را به دست می‌گیرد و آن را اصلاح می‌کند تا به سایر بازماندگان کمک کند و در عین حال امکان رفت و آمد رایگان به شهر را فراهم کند. ریک و میشون به خانه بازمی‌گردند و در نهایت با فرزندان خود، جودیت و آر. جی متحد می‌شوند. |             |                     |                                                                                              |                   |                            |

## تولید

### توسعه
این سریال در ژوئیه ۲۰۲۲ توسط اسکات ام. گیمپل، اندرو لینکلن و دانای گوریرا در کامیک-کان سن دیگو ۲۰۲۲ معرفی شد. لینکلن و گوریرا برای ایفای مجدد نقش‌های مربوطه خود از مجموعه تلویزیونی قرارداد امضا کردند. فصل اول شامل شش قسمت است و قرار است یک سریال محدود باشد. عنوان سریال تا آوریل ۲۰۲۳ مردگان متحرک: ریک و میشون بود، سپس در ژوئیه ۲۰۲۳ عنوان به The Walking Dead: The Ones Who Live تغییر داده شد.

### نویسندگی
این سریال توسط گیمپل و گوریرا ساخته شده است، که آنها همچنین نویسندگی آن را برعهده دارند، و گیپمل به عنوان مجری نیز فعالیت می‌کند. این سریال پس از آخرین قسمت مردگان متحرک راه‌اندازی شد که در پایان تیراژ آن بازگشت ریک و میشون اعلام شد.

### فیلم‌برداری
تصویربرداری اصلی در ۱۵ فوریه ۲۰۲۳ آغاز شد، و در مهٔ ۲۰۲۳، با عنوان کاری «Summit» به پایان رسید. پولیانا مکینتاش در مارس ۲۰۲۳ سر صحنه فیلمبرداری در نیوجرسی دیده شد. به دلیل توافق بین ای‌ام‌سی و سگ-افترا، فیلمبرداری اضافی و دوبله طی اعتصابات ۲۰۲۳ سگ-افترا از سر گرفته شد.

## انتشار
این سریال برای نخستین بار در ۲۵ فوریه ۲۰۲۴ بر روی ای‌ام‌سی پلاس پخش شد.

## بازخورد
وب‌سایت جمع‌آوری نقد راتن تومیتوز گزارش داد که ۹۰ درصد از ۴۵ منتقد به مردگان متحرک: آن‌هایی که زنده‌اند نقد مثبت داده‌اند. اجماع منتقدان وب‌سایت اینچنین نوشته است: «آن‌هایی که زنده‌اند، یک اسپین‌آف از مردگان متحرک است که گذشته و حال را بدون صرف نظر از گسترهٔ بلاک‌باسترها متعادل می‌کند.» در همین حال متاکریتیک، که از میانگین وزنی استفاده می‌کند، بر اساس نظر ۱۲ منتقد، امتیاز ۶۱ از ۱۰۰ را به این سریال اختصاص داده است که نشان دهنده «نقدهای عموماً مطلوب» است.